# Deube
Die Deube, auch: Deuba, ist ein etwa zehn Kilometer langer rechter Zufluss der Ilm in Oberilm im mittleren Thüringen. Sie verläuft auf der Ilm-Saale-Platte in einer stark verkarsteten Region.

## Verlauf
Die Deube entspringt am Osthang des Beierberges bei Ehrenstein. Anschließend fließt sie in westlicher Richtung quer durch die Deube-Region, eine Hochebene in 400 bis 450 Metern Höhe, in der die Dörfer Nahwinden, Döllstedt, Großliebringen und Kleinliebringen liegen. Diese Ebene gehört zur Stadt Stadtilm und wird landwirtschaftlich genutzt, wenngleich die trockenen Kalkböden nicht besonders ertragsreich sind. In diesem Gebiet verläuft die Deube kanalisiert. Nachdem sie die Ebene in westlicher Richtung verlassen hat, fließt sie durch Geilsdorf, wo auch die Bahnstrecke Arnstadt–Saalfeld auf das Deubetal trifft, dem sie bis nach Stadtilm folgt.
Unterhalb von Geilsdorf versickert der Fluss zeitweilig im verkarsteten Untergrund. Dieses Wasser fließt nicht in die Ilm, sondern tritt im Remdaer Gebiet etwa zehn Kilometer östlich wieder zutage und fließt von dort aus der Saale zu.
In wasserreichen Jahren wird die (reguläre) Mündung bei Oberilm, einem Stadtteil von Stadtilm in die Ilm erreicht, dieser letzte Abschnitt des Flusses wird auch durch weitere Quellen bewässert, daher mündet dort immer Wasser in die Ilm.

## Namensherkunft
Der Flussname  leitet sich vom indogermanischen dheub bzw. dheup (tief und hohl) her, von dem das althochdeutsche tiof abstammt. Der Flussname bedeutet also so viel wie die Tiefe.